# Distrito de Corani
El distrito de Corani es uno de los 10 distritos que conforman la provincia de Carabaya, ubicada en el departamento de Puno, en el sudeste Perú.
Desde el punto de vista jerárquico de la Iglesia católica forma parte de la Prelatura de Ayaviri en la Arquidiócesis de Arequipa.

## Demografía
La población según censo del año 2007 es de 3622 habitantes.

## Turismo
Aquí se Encuentran los Lugares más Atractivos y Sorprendentes y Maravillosos como:
1: Bosque de Rocas de Jaylluwa, la 
```
  Ciudad Perdida Petrificada 
  el  Paisaje Pétreo más Extenso del 
  Perú y el Mundo. 
```

2: Molino de Piedra Trapiche Corani, 
```
  Arte y Construcción Colonial, está 
  ubicado a 500 Metros desde la Plaza  
  de Armas de corani.
```

3: Glaciar de Quelcaya. 
```
  Está ubicado en la comunidad 
  campesina de Quelcaya.
```

4: los Tres Huayruros de Chimboya.
```
  Negro,Rojo,Blanco. Está a 12 
  Kilómetros de  Centro Poblado de 
  Aymaña, en sector Chectata y sector 
  Viluyo.
```

5: Molino de Piedra Trapiche Aymaña
```
  Arte y Construcción Colonial, está 
  ubicado a 6 Kilómetros de Centro 
  Poblado de Aymaña, a 50 metros de la 
  carretera, AYMAÑA - QUICHO.
```

6: Nevado de Queñuani Chimboya.
```
  Está ubicado a 15 Kilómetros de 
  Centro Poblado de Aymaña, en Sector 
  Cchectata.
```

7: Pinturas Rupestres de 
```
  Isivilla, Chimboya, Quelcaya,
  Chacaconiza y Corani.
```

8:  La Chincana.
```
   Está ubicado a 50 metros debajo de 
   la carretera Aymaña - Bosque de 
   Rocas de Jaylluwa, paralelo a Titul 
   Machay.
```

9:  MUYO MUYO.
```
   está Ubicado en Centro Poblado de 
   Aymaña
```

10: k'ALA CAMPANA.
```
   está Ubicado a 3 Kilómetros de 
   Centro Poblado de Aymaña camino al 
   Bosque de Rocas de Jaylluwa.
```

11: Río de 7 colores de Chimboya. 
```
   Los colores Cambian en Temporadas 
   de lluvia, meses, enero, febrero, 
   marzo,abril.
```

12: Templo de Corani. 
```
   Está ubicado en Distrito de Corani 
   Plaza de Armas.
```

13: Jatun Rumiyoc. Las Piedras del 
```
   Allí capaq
   Está Ubicado a 3 Kilómetros y Medio 
   de Centro Poblado de Aymaña, camino 
   Hacia Bosque de Rocas de Jaylluwa.
```

14: La Momia Juanita.
```
   Está Ubicado a 6 Kilómetros de 
   Centro Poblado de Isivilla.
```

15: Cueva de Titul Machay. 
```
   Está Ubicado a 200 metros de la 
   carretera camino al Bosque de Rocas 
   de Jaylluwa.
```

16: Accocunca Willcani - Chimboya.
```
   Está Ubicado a 10 Kilómetros de 
   Centro Poblado de Aymaña y se ve 
   desde Aymaña.
```

17: Aguas Tibias de Puñuna Cunca.
```
   Está Ubicado a 12 Kilómetros de 
   centro poblado de Aymaña. a 300 
   metros desde la carretera, Aymaña - 
   Sicuani.
```

18: la Laguna de la Gaviota. 
```
   Está Ubicado a 12 Kilómetros de 
   centro Poblado de Aymaña, sector 
   Chectata.
```

19: El. Reloj Solar 
```
    está ubicado en Centro. 
    Poblado de Aymaña 
```

y Otros Lugares aun por Descubrir.

## Geografía
En este distrito está ubicada el abra  Chimboya a 5150 m s. n. m., la más alta del Perú. Ubicada en la vía Cusco-Puno Corani, Aymaña, Viluyo. También aquí está ubicado el Boque de Rocas de Jaylluwa, el paisaje pétreo más grande del Perú y del mundo.

## Autoridades

### Municipales
- 2019 - 2022[4]
  - Alcalde: no hay alcalde
  - Regidores:

  1. Aquilino Luna Merma
  2. Juana Valeriano Quispe
  3. Teodoro Apana Carmona
  4. Abraham Coronel Vega
  5. Germán Leon Sacaca